# Melolontha wushana
Melolontha wushana är en skalbaggsart som beskrevs av Shuhei Nomura 1977. Melolontha wushana ingår i släktet Melolontha och familjen Melolonthidae. Inga underarter finns listade i Catalogue of Life.